# Hôtel de ville de Mont-de-Marsan
L'hôtel de ville de Mont-de-Marsan est un bâtiment administratif accueillant les services de la mairie de Mont-de-Marsan, chef-lieu du département français des Landes.

## Présentation
Le bâtiment se situe sur la place du Général-Leclerc. Il est construit de 1897 à 1901, d'après les plans de l'architecte Henri Dépruneaux (1867-1953). De style néoclassique, les murs sont en pierres de taille et la toiture d'ardoises, conférant à l'ensemble une certaine importance.
Les sculptures, datant de 1899, sont l'œuvre de Jean-Éloi Ducom. L'artiste choisit de représenter trois personnages de la mythologie grecque : Athéna, Héraclès et probablement Thésée, symbolisant le courage, la stratégie et la force. Les armoiries de la ville sont sculptées sur le frontispice.
À l'époque de sa construction, ce bâtiment est appelé palais Pascal Duprat et accueille le cercle des officiers et une partie des collections du musée Dubalen. L'ancien hôtel de ville de Mont-de-Marsan se situe alors face au théâtre municipal jusqu'en 1946.

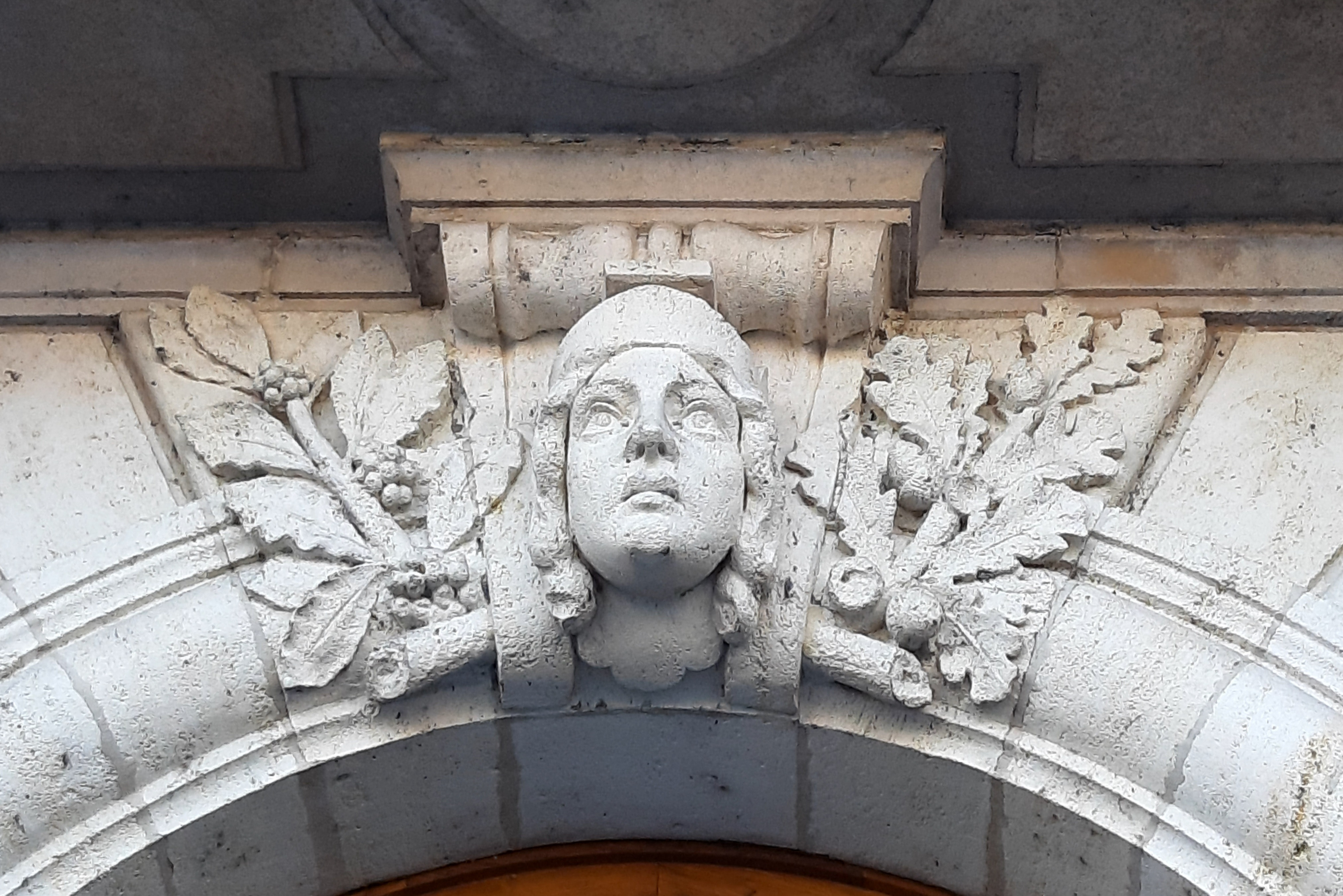
Athéna
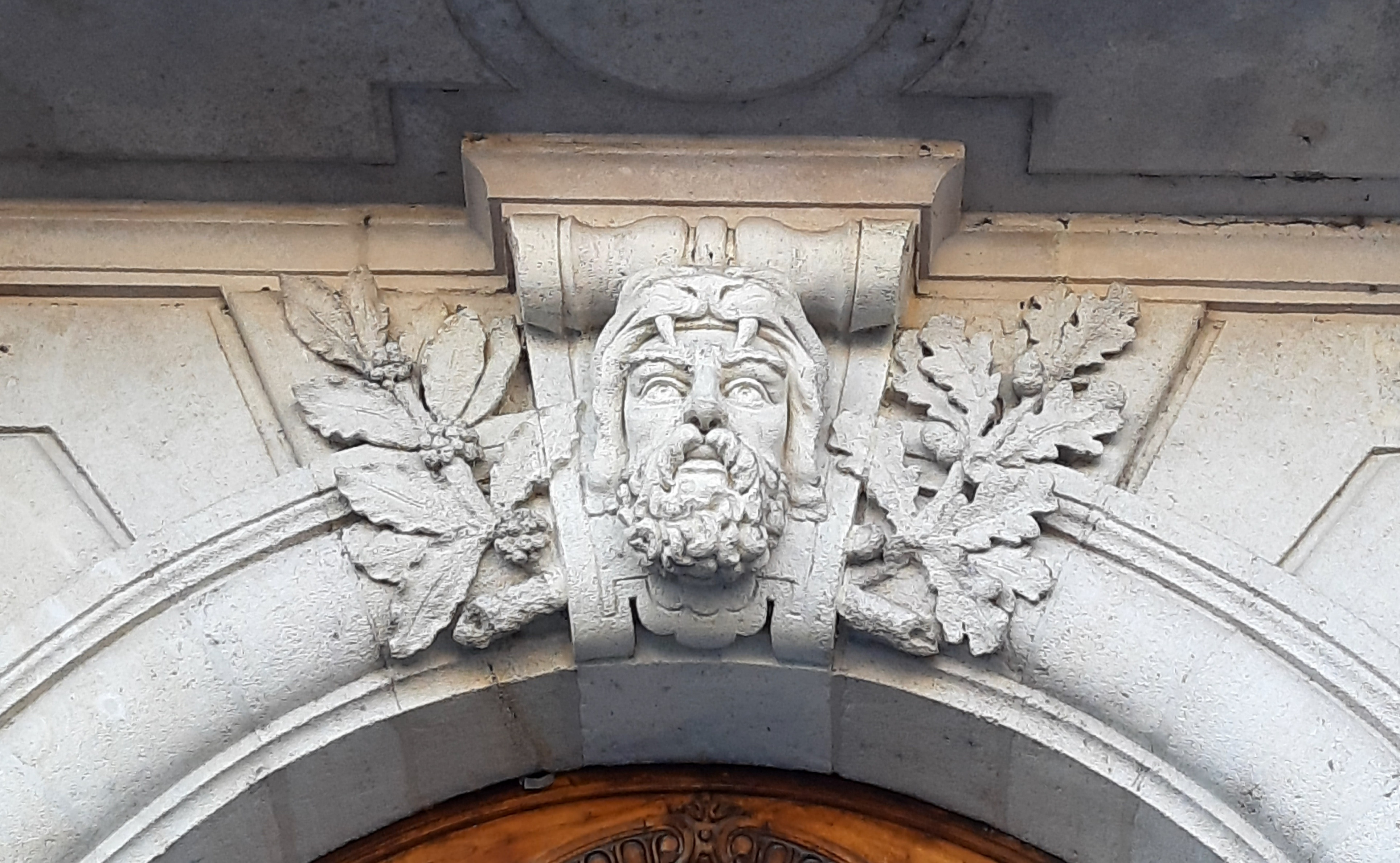
Héraclès
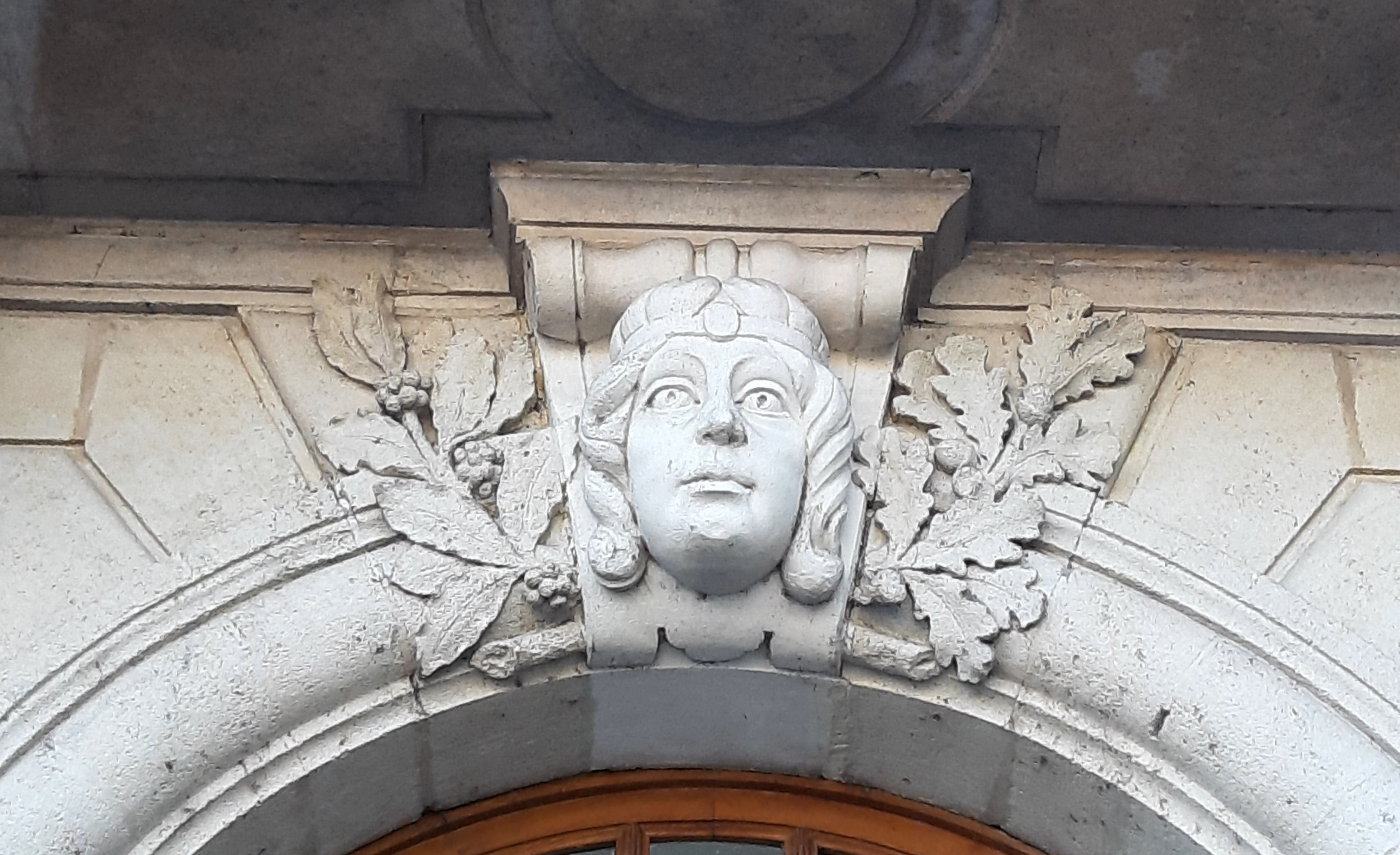
Thésée

## Historique
À partir de 1657 se dresse en ces lieux le couvent des Barnabites, avec son collège et son église. Les bâtiments conventuels sont démolis en 1869, ce qui permet de réaménager la place, qui prend alors le nom de Pascal Duprat et d'édifier de nouveaux bâtiments, dont celui du cercle des officiers qui deviendra l'hôtel de ville le 20 janvier 1946.

### Palais Pascal-Duprat
Le bâtiment est d'abord appelé « Palais Pascal-Duprat », du nom d'alors de la place sur laquelle il se trouve et qui sera rebaptisée place du Général Leclerc après la Seconde Guerre mondiale. Il héberge initialement :
- le cercle des officiers du 34e Régiment d'Infanterie, qui inclut à l'extrémité du bâtiment un musée pour le 34e R.I., le 234e régiment d'infanterie et le 141e régiment d'infanterie territoriale[n 1] ;
- au deuxième étage, le musée Dubalen, qui était installé depuis sa création en 1886 dans une pièce du théâtre municipal de Mont-de-Marsan. Le musée y restera jusqu'en 1968, date de son déménagement dans son site actuel[1].

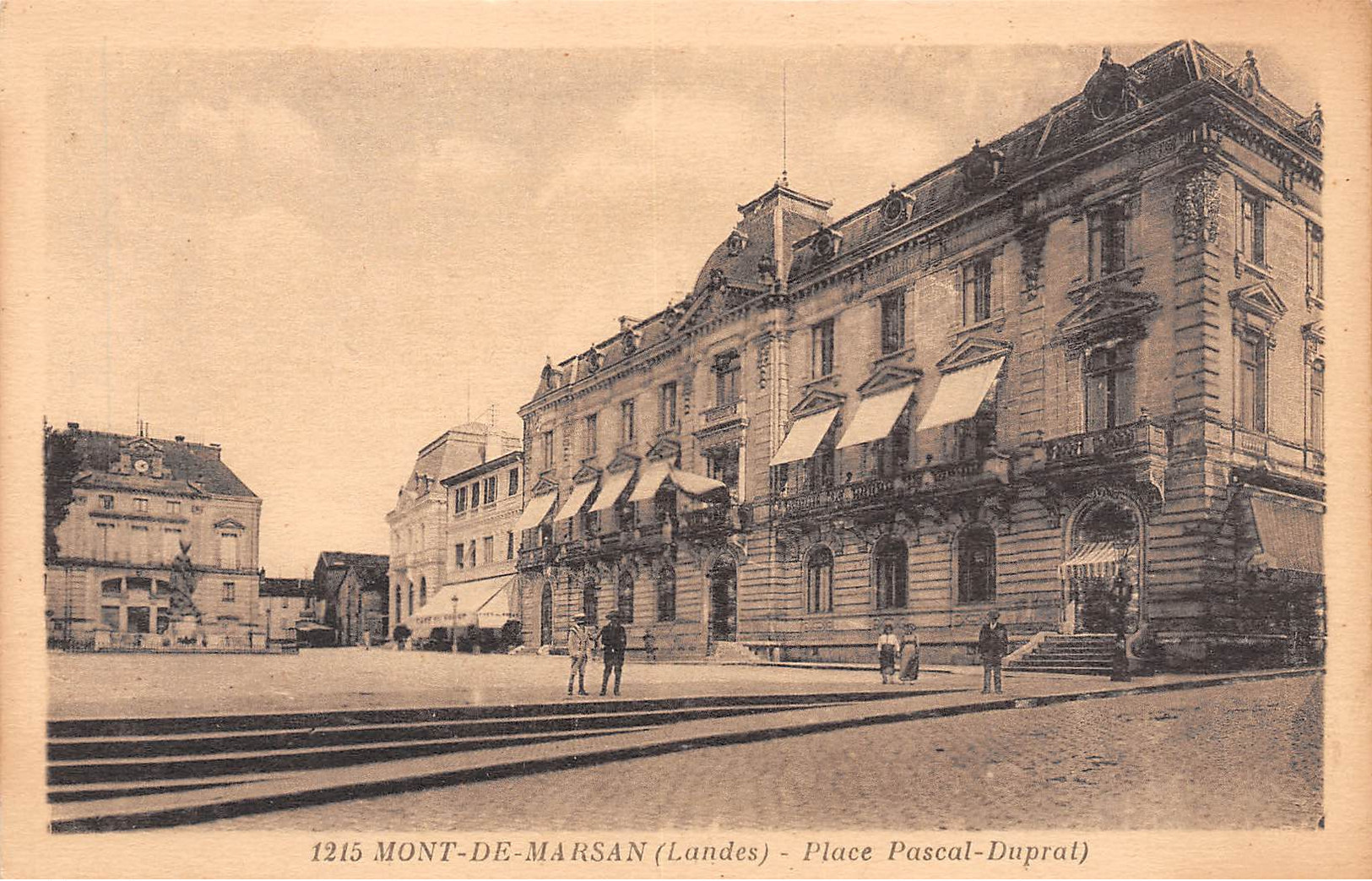
Le palais Pascal-Duprat, construit en 1901, ne deviendra l'hôtel de ville qu'en 1946. Avant cette date, il abrite le cercle des officiers et son deuxième étage accueille le musée Dubalen, de 1901 à 1968. La statue de la Landaise est au fond de la place Pascal-Duprat, en face de la poste et de la Caisse d'Epargne.
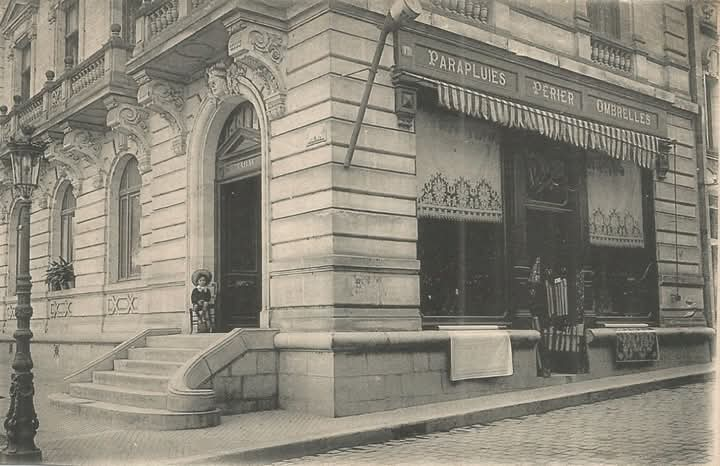
Commerce « Périer » de parapluies et ombrelles intégré au bâtiment au début du XXe siècle donnant sur la rue Léon-Gambetta.
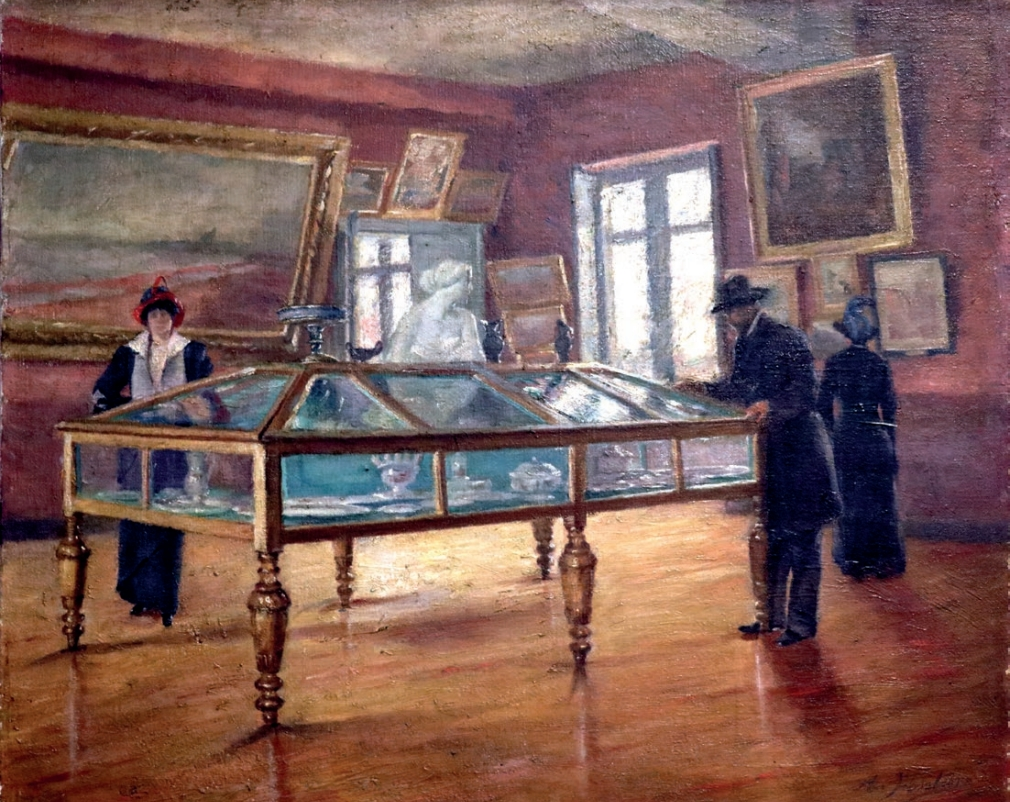
La salle des Beaux-arts du musée Dubalen, dans le palais Pascal-Duprat, représentée par Joseph-Augustin Fontan vers 1913.
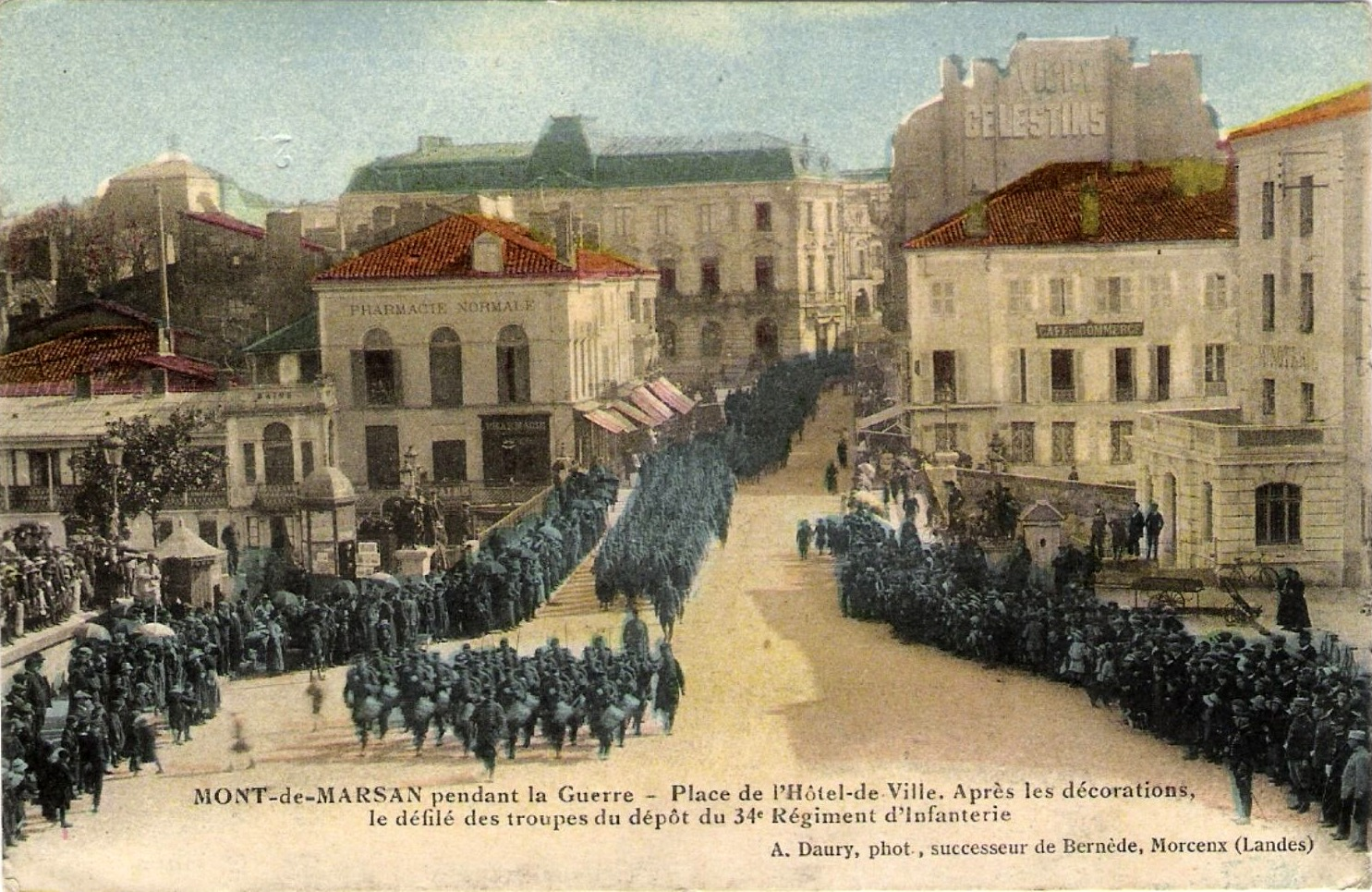
Défilé militaire pendant la première Guerre mondiale du 34e régiment d'infanterie dans la rue Gambetta et sur le pont de l'Hôtel de ville.

Pendant la Seconde Guerre mondiale, l'occupation de Mont-de-Marsan débute le 27 juin 1940. En juillet 1940, le cercle des officiers est réquisitionné et la Feldkommandantur 541 (centre de commandement du département des Landes et la partie occupée des Basses-Pyrénées) en occupe le deuxième étage. La Légion des volontaires français contre le bolchevisme, combattant sous l'uniforme allemand, s'installe en 1942 dans un local annexe du Cercle des officiers (à l'angle avec le 15, rue Léon-Gambetta). La libération de Mont-de-Marsan a lieu le 21 août 1944 avec la bataille du pont de Bats.

### Hôtel de ville
Le 20 janvier 1946, la mairie est transférée de l'ancien hôtel de ville au palais Pascal-Duprat, qu'il occupe encore de nos jours. Le bâtiment au no 4 place Charles-de-Gaulle ainsi libéré devient la bibliothèque municipale de 1971 à 2012 (dès 1870, une bibliothèque de lecture publique y occupait déjà les étages). Les services de la bibliothèque sont transférés en 2012 à la médiathèque Philippe-Labeyrie, ouverte cette même année. En 2018, l'ancienne bibliothèque municipale devient la résidence « La Romancière ». Sur sa toiture subsistent les cloches de l'ancienne mairie.

## Galerie

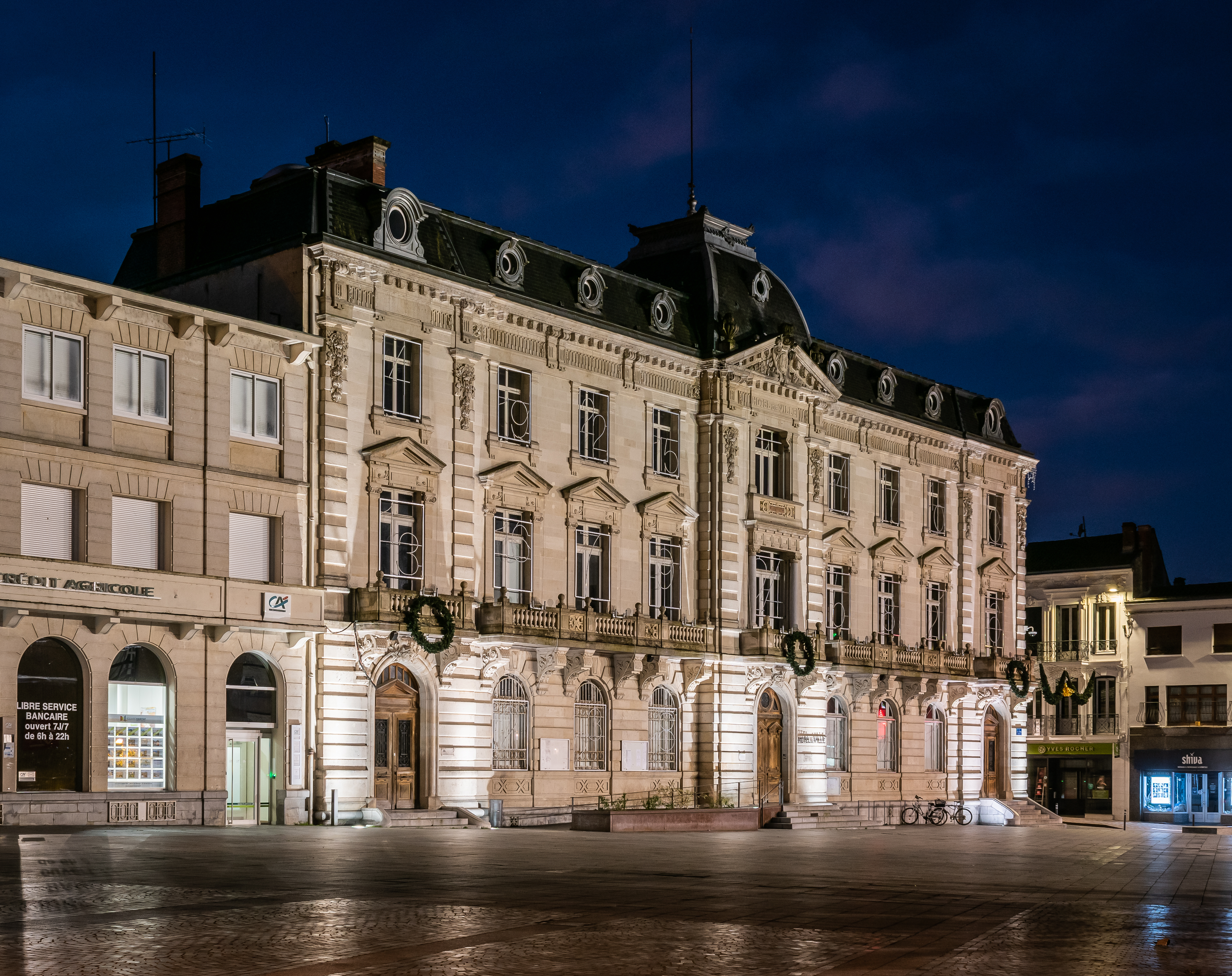
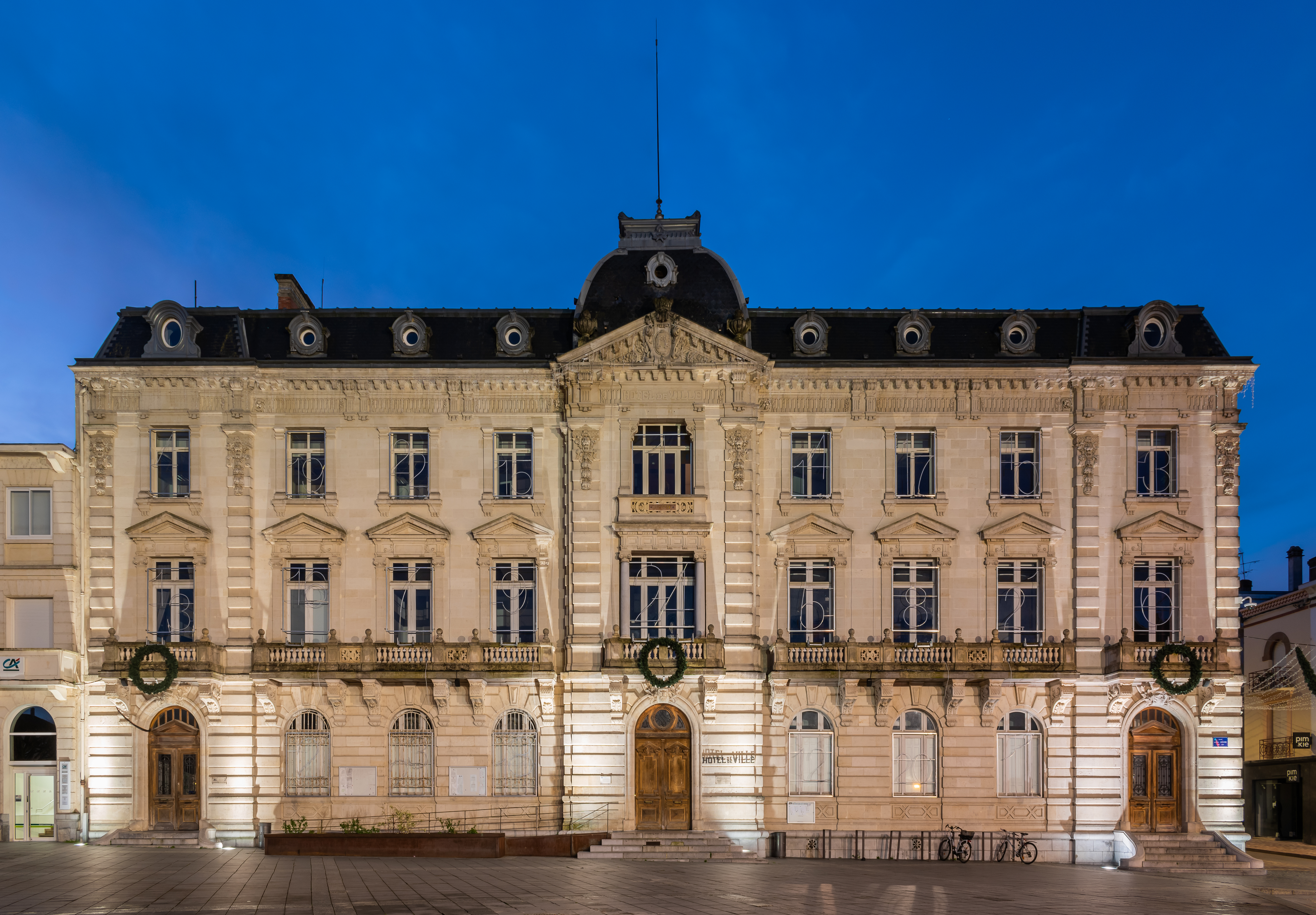
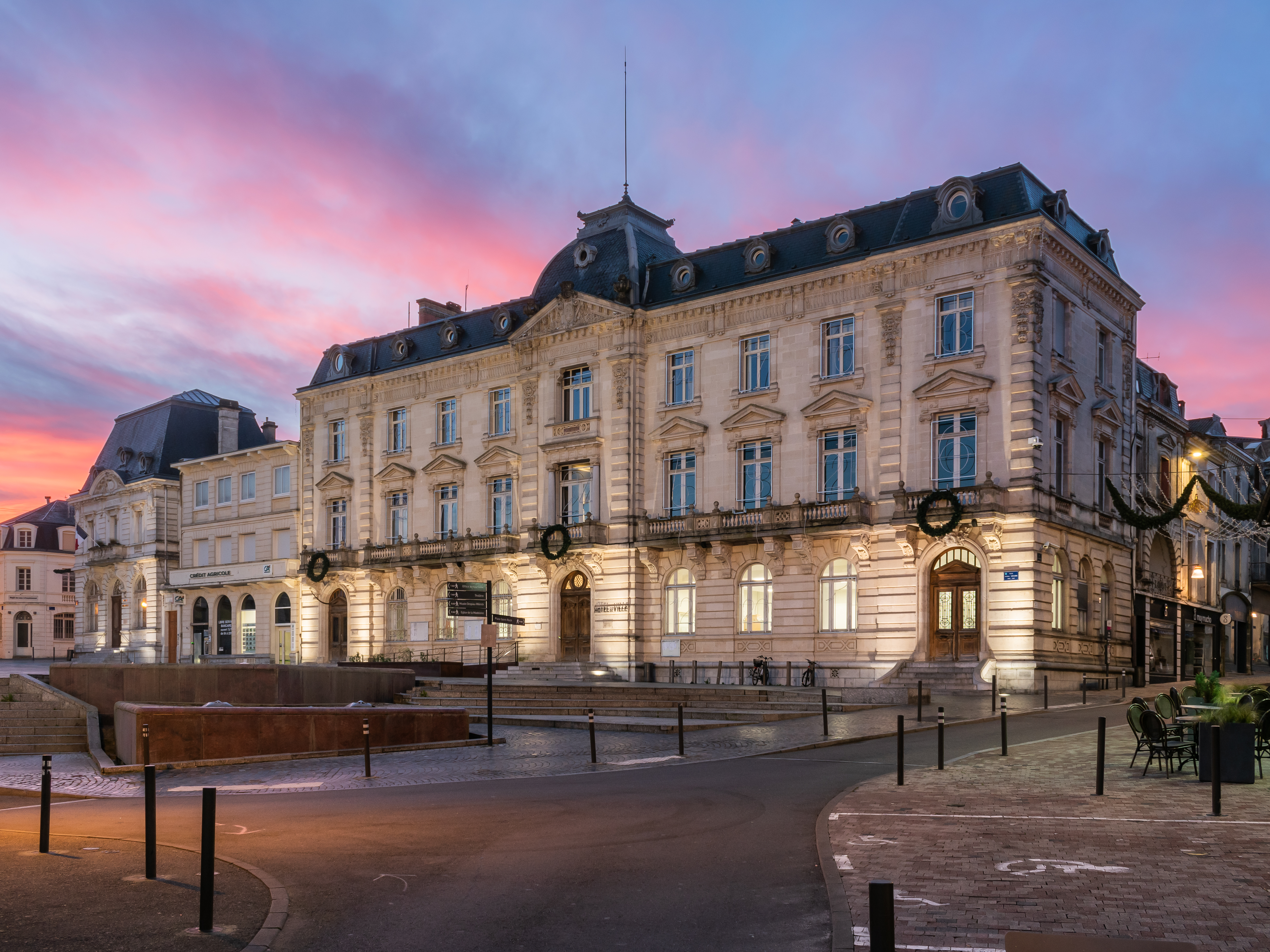

Photos de nuit